# Леонард О'Браєн
Леонард О'Браєн (англ. Leonard O'Brien, 20 січня 1904 — 30 березня 1939) — американський хокеїст на траві.
Бронзовий призер Олімпійських Ігор 1932 року.